# Onderklokken
Met onderklokken (Engels: underclocking) wordt bedoeld het langzamer laten lopen van computeronderdelen dan waar de fabrikant ze voor bedoeld heeft.
De bedoeling is over het algemeen om de warmteontwikkeling en het energieverbruik te verminderen. De ventilatoren, die de warmte moeten afvoeren, mogen dan langzamer draaien zodat de computer ook stiller wordt. 
Het nadeel is vanzelfsprekend dat de computer langzamer werkt.
Moderne processoren kunnen vanzelf al vaak minder snel werken of even stoppen met werken, zonder dat de gebruiker daar iets van merkt. Bijvoorbeeld tijdens het intypen van tekst heeft de processor vrijwel niets te doen (Idle time) en het besturingssysteem kan de processor steeds even een paar milliseconden stilzetten. Dit wordt echter niet door alle besturingssystemen ondersteund.
Soms kan de spanning waarop de processor werkt ingesteld worden. Bij een lagere klokfrequentie kan deze spanning vaak verlaagd worden. Daardoor ontstaat nog minder warmte.
Een toepassing kan bijvoorbeeld een webserver zijn. Een hoge snelheid van de processor is overbodig als de computer beperkt wordt door een langzame netwerkverbinding.